# Leptotarsus (Leptotarsus) ducalis
Leptotarsus (Leptotarsus) ducalis is een tweevleugelige uit de familie langpootmuggen (Tipulidae). De soort komt voor in het Australaziatisch gebied.